# Gmina Holmegaard
Gmina Holmegaard (duń. Holmegaard Kommune) była w latach 1970–2006 (włącznie) jedną z gmin w Danii w okręgu Storstrøms Amt. 
Siedzibą władz gminy było miasto Fensmark. 
Gmina Holmegaard została utworzona 1 kwietnia 1970 na mocy reformy podziału administracyjnego Danii. Po kolejnej reformie w 2007 r. weszła w skład gminy Næstved.

## Dane liczbowe
- Liczba ludności: (♀ 3750 + ♂ 3692) = 7442
  - wiek 0-6: 9,2%
  - wiek 7-16: 14,6%
  - wiek 17-66: 64,5%
  - wiek 67+: 11,7%
- zagęszczenie ludności: 112,8 osób/km²
- bezrobocie: 4,6% osób w wieku 17-66 lat
- cudzoziemcy z UE, Skandynawii i USA: 73 na 10 000 osób
- cudzoziemcy z krajów Trzeciego Świata: 171 na 10 000 osób
- liczba szkół podstawowych: 2 (liczba klas: 52)